# Bitllet electrònic

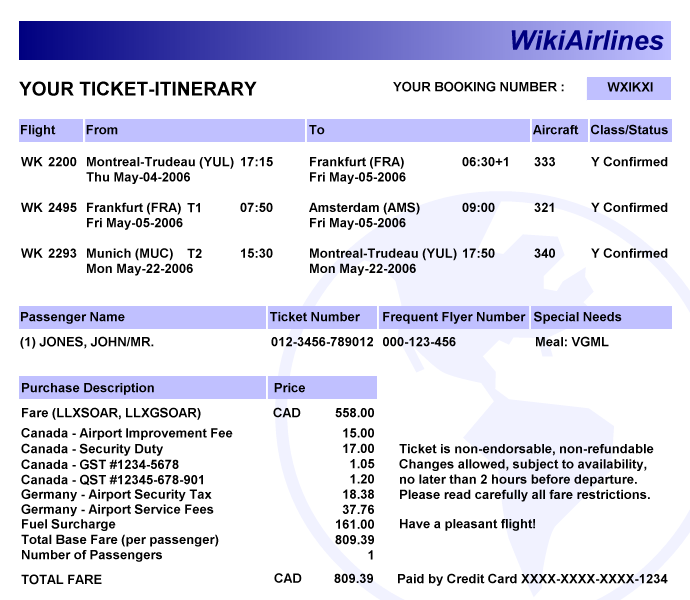
Mostra d'un bitllet electrònic de Mont-real a Amsterdam, i tornada des de Múnic

Un bitllet electrònic o una entrada electrònica és un bitllet digital que s'utilitza en el món del transport i en la venda d'entrades a espectacles. El terme bitllet electrònic està normalment associat amb l'emissió de bitllets d'avió o de tren de mitjà i llarg recorregut. Els bitllets emesos per a ús urbà o metropolità (transport públic) normalment es coneixen com a títol de transport.
El sistema de bitllet digital ha esdevingut un mètode eficient de comercialització (reserva, venda, anul·lació i canvi) de bitllets per a les empreses de transport i d'entrades per espectacles.

## Bitllet d'avió
L'emissió de bitllets electrònics a la indústria aèria es va idear l'any 1994, mitjançant una patent. Joel R. Goheen és reconegut com l'inventor dels bitllets d'avió electrònics. Els bitllets electrònics han substituït en gran manera els sistemes d'emissió dels antic bitllets de paper multicapa, i des de l'1 de juny de 2008, han estat obligatoris per als membres de la IATA. Els bitllets de paper encara estan disponibles, tot i que algunes aerolínies cobren una tarifa per la seva emissió.
Quan es confirma una reserva, l'aerolínia manté un registre de la reserva en el seu sistema de reserva per ordinador. Els clients poden imprimir-la o bé presentar una còpia del seu bitllet electrònic que conté el localitzador o el número de reserva.

### Contingut d'un bitllet electrònic
A part de proporcionar els detalls de l'itinerari, el rebut d'un bitllet electrònic també conté:
- Un número de bitllet oficial (incloent: un codi de 3 dígits de la companyia aèria, un número de formulari de 4 dígits, un número de sèrie de 6 dígits, i a vegades un dígit de control).[3]
- Termes i condicions de l'equipatge (o, almenys, una referència).
- Detalls de les tarifes i els impostos, incloent detalls del càlcul de tarifes i algunes dades addicionals com ara codis de turisme. No sempre consta el preu exacte, però si un codi "base de tarifa", que identifica la tarifa utilitzada.
- Un breu resum de les restriccions de la tarifa, en general només s'especifica si es permet el canvi o devolució però no les sancions a què estan subjectes.
- Forma de pagament.
- Oficina emissora.
- Pes de l'equipatge permès.

### Facturació (check-in) amb bitllet electrònic
Per a la facturació per a un vol o per registrar-se amb un bitllet electrònic, el passatger normalment es presenta al mostrador i ensenya el bitllet electrònic, el qual conté una confirmació o codi de reserva. En alguns aeroports i aerolínies ni tan sols és necessari presentar aquest document o donar el codi de confirmació o número de bitllet, ja que la reserva és confirma únicament amb el document d'identitat del passatger, que pot ser comprovada amb el passaport o una targeta de crèdit. Després de confirmar la reserva, el passatger presenta el seu equipatge i li donen una targeta d'embarcament.
No obstant això, cal la impressió del rebut itinerari per entrar a la terminal d'alguns aeroports, així com per satisfer les regulacions d'immigració a la majoria dels països.
La introducció de bitllets electrònics ha permès diverses millores als processos de facturació.

### Autoservei i registre d'entrada remot
En algunes aerolínies hi ha disponible l'opció de registrar-se en línia. El passatger entra el seu número de confirmació a la web de l'aerolínia, i tot seguit imprimeix la targeta d'embarcament a la seva impressora particular. El registre en línia és permès típicament fins a 24 hores abans de la sortida del vol, encara que això pot variar segons l'aerolínia.
Hi ha pàgines web que permeten fer el check-in online per avançat, saltant-se la restricció de les 24 hores anteriors al vol. Aquests pàgines emmagatzemen informació de vol del passatger i quan la línia aèria obre la facturació en línia d'un vol determinat, les dades es transfereixen a la companyia aèria i la targeta d'embarcament s'envia al passatger per correu electrònic. Amb aquesta tecnologia, si un passatger rep la targeta d'embarcament i viatja sense equipatge, pot evitar el taulell de facturació.

### Ordre de transició de IATA
Com a part de la iniciativa de simplificar el negoci de les línies aéries, l'associació va instituir un programa per convertir la totalitat dels seus bitllets a bitllets electrònics. El programa va concloure l'1 de juny de 2008, suposant un estalvi d'aproximadament 3.000 milions de dòlars.
L'any 2004, la junta de governadors de IATA va fixar finals de 2007 com la data límit perquè les aerolínies fessin la transició al 100% de bitllets electrònics. El juny de 2007 la data límit es va allargar fins al 31 de maig de 2008.
A partir de l'1 de juny de 2008, els bitllets de paper ja no poden ser emesos en accions neutrals per agències reportant a la seva BSP local.
Agents reportant a la ARC, utilitzant accions proveïdes per la companyia, o emetent bitllets en nom d'una aerolínia no estan subjectes a aquesta restricció.
La indústria no va poder complir amb el mandat de IATA, i els bitllets de paper queden en circulació encara al febrer de 2009.

## Altres bitllets de transport (Metro, tren, autobús)
Amtrak va començar a oferir bitllets electrònics a totes les seves rutes de tren el 30 de juliol de 2012. Aquestes bitllets poden ser comprats per internet i impresos com un fitxer PDF, a un quiosc Quik-Trak o bé al taulell de bitllets a l'estació. El bitllet electrònic també es pot portar en un telèfon intel·ligent i mostrar-lo al revisor mitjançant una aplicació.
Diversos operadors de trens europeus també ofereixen bitllets electrònics, que es poden imprimir. Sovint els bitllets també poden ser lliurats amb missatges SMS o MMS. Els operadors ferroviaris d'altres països també emeten bitllets electrònics. Els operadors nacionals de Dinamarca i Holanda tenen un sistema a nivell nacional, on targetes intel·ligents RFID s'utilitzen com bitllets de tren. Això és molt comú a Europa per al ferrocarril urbà local, com ara el metro i els tren ràpids.
A l'Índia, un SMS enviat pels Ferrocarrils de l'Índia, juntament amb una prova d'identitat vàlida es considera equivalent a un títol de transport.

## Entrada electrònica (esports i concerts)
Moltes instal·lacions esportives i concerts ofereixen entrades electròniques per als seus esdeveniments. Les entrades electròniques sovint s'envien al telèfon mòbil mitjançant un correu electrònic o una aplicació. Una còpia impresa d'aquestes entrades o una còpia digital en un telèfon mòbil pot ser presentada en arribar al lloc de l'esdeveniment. Aquestes entrades també poden tenir un codi de barres, que pot ser escanejat a l'entrada dels locals per agilitzar-ne el seu processament. Les entrades electròniques s'han fet cada vegada més freqüents a la indústria de l'entreteniment.